# Hyperolius wermuthi
Hyperolius wermuthi és una espècie de granota de la família dels hiperòlids que viu a Costa d'Ivori, Guinea i Libèria.
Està amenaçada d'extinció per la pèrdua del seu hàbitat natural.